# Rourea gardneriana
Rourea gardneriana är en tvåhjärtbladig växtart som beskrevs av Jules Émile Planchon. Rourea gardneriana ingår i släktet Rourea och familjen Connaraceae. Inga underarter finns listade i Catalogue of Life.